# SN 2003ei
SN 2003ei – supernowa typu IIn odkryta 19 maja 2003 roku w galaktyce UGC 10402. W momencie odkrycia miała maksymalną jasność 17,20m.